# Albert Beckmann
Albert Beckmann (* 23. Januar 1833 in Wesel; † 5. Juli 1922 in Bocholt) war Textilfabrikant und Mitglied des Deutschen Reichstags.

## Leben
Beckmann besuchte das Gymnasium in Wesel und darauf verschiedene Fachschulen. Er übernahm von seinem Vater die J. Beckmann Textilwerke (heute: Ibena) in Bocholt. Weiter war er Stadtrat, Mitglied des Kreistags und 1884 sowie 1887 bis 1909 des Westfälischen Provinzial-Landtags, der Handelskammer und anderer Korporationen.
Von 1884 bis 1893 war er Mitglied des Deutschen Reichstags für den Wahlkreis Regierungsbezirk Münster 3 Borken, Recklinghausen und die Deutsche Zentrumspartei. 1893 wurde Beckmann, obwohl offizieller Kandidat der Zentrumspartei, nicht wiedergewählt, weil eine innerparteiliche Opposition als weiteren Zentrumskandidaten den Schreinermeister Jakob Euler ins Rennen schickte.